# Aleksander Błoński
Aleksander Błoński (ur. 12 maja 1949 w Rzeszowie) – polski artysta fotograf. Autor prac teoretycznych z zakresu estetyki fotografii. Członek rzeczywisty Okręgu Łódzkiego Związku Polskich Artystów Fotografików. Kierownik Pracowni Fotografiki na Wydziale Operatorskim Państwowej Wyższej Szkoły Filmowej, Telewizyjnej i Teatralnej im. Leona Schillera w Łodzi. Profesor sztuki filmowej. Członek Senatu PWSFTviT. Felietonista.

## Życiorys
Aleksander Błoński w 1971 został absolwentem Wydziału Operatorskiego Państwowej Wyższej Szkoły Filmowej, Telewizyjnej i Teatralnej im. Leona Schillera w Łodzi (dyplom w 1973). W 1997 roku otrzymał tytuł naukowy profesora sztuki filmowej. Związany z łódzkim środowiskiem fotograficznym – pracuje, tworzy w Łodzi (mieszkaniec Kazimierza Dolnego). Przez dwie kadencje był członkiem Senatu PWSFTviT w Łodzi. Miejsce szczególne w jego twórczości zajmuje fotografia mody, fotografia portretowa, fotografia pejzażowa, fotografia teatralna. W latach 1969-1970 jako fotograf współpracował z miesięcznikiem Ty i Ja. Od 1986 do 1998 roku zajmował się fotografią teatralną – sporządził dokumentację fotograficzną z około 70 przedstawień teatralnych.
Jest autorem i współautorem wielu wystaw fotograficznych; zbiorowych oraz indywidualnych. W 1980 został przyjęty w poczet członków rzeczywistych Okręgu Łódzkiego Związku Polskich Artystów Fotografików (legitymacja nr 546). Jest autorem licznych felietonów – w latach 1990–1992 pisanych dla magazynu Bestseller, w latach 1992–1993 dla Gazety Wyborczej, w latach 1997–1999 do Kroniki miasta Łodzi, w latach 1999–2004 dla miesięcznika Foto Pozytyw. W 1993 roku został laureatem Nagrody Specjalnej Warszawskiego Cechu Fotografów. Był stypendystą Ecole Nationale Luis Lumiere w Paryżu (1984, 1985).

## Wystawy indywidualne
- 120 lat fotografii beze mnie, prace z lat 1960–80 (Galeria PWSFTviT, Łódź 1988)
- Kazimierz i inne papiery srebrowe (Galeria Brama, Kazimierz Dolny 1994)
- Moda jako pretekst (Krajowa Izba Mody, Łódź 1997)
- Podniesiona Rękawica (Galeria Prezydencka w Warszawie, wystawa w ramach III Warszawskiego Festiwalu Fotografii Artystycznej 2007)
- 40 zdjęć na 40-lecie pracy w PWSFTViT (Galeria 87, Łódź 2012)[3]

Źródło

## Odznaczenia
- Medal 150-lecia Fotografii (1989)
- Odznaka „Zasłużony Działacz Kultury” (1998)
- Odznaka honorowa „Zasłużony dla Kultury Polskiej” (2009)[12]

Źródło